# Законность (журнал)
«Законность» (до 1992 года — «Социалистическая законность») — ежемесячное периодическое издание Генеральной прокуратуры Российской Федерации. Рецензируемый научно-практический журнал, публикующий материалы, отражающие деятельность прокуратуры по осуществлению надзора за исполнением законов, а также деятельность других правоохранительных органов, сведения о новом законодательство и его комментарии, организационно-распорядительные документы Генеральной прокуратуры Российской Федерации, носящие нормативно-правовой характер, затрагивающие права, свободы и обязанности человека и гражданина (кроме актов, содержащих сведения, составляющие государственную тайну, или сведения конфиденциального характера), материалы, освещающие прокурорскую, следственную и судебную практику, дискуссионные статьи по актуальным правовым проблемам.
Журнал издаётся с 1934 года. Входит в список российских научных журналов ВАК Минобрнауки России, рекомендуемых для опубликования основных научных результатов диссертации на соискание учёной степени кандидата и доктора наук.
Главный редактор — заслуженный юрист Российской Федерации Николай Петрович Заикин. В редакции работает с 1983 года, в должности главного редактора — с 1992 года.